# Kasper Teodor Siemianowski
Kasper Teodor Siemianowski herbu Grzymała (zm. w 1704 roku) – chorąży sandomierski w latach 1699–1704, cześnik wieluński w 1693 roku, sędzia grodzki sandomierski.
W 1697 roku był elektorem Augusta II Mocnego z województwa sandomierskiego. Poseł na sejm 1701 roku i sejm z limity 1701-1702 roku z województwa sandomierskiego. W styczniu 1702 roku podpisał akt pacyfikacji Wielkiego Księstwa Litewskiego. Był konsyliarzem województwa sandomierskiego w konfederacji sandomierskiej 1704 roku